# Robert Tanneveau
Robert Tanneveau, né le 27 juillet 1911 à Saulx-les-Chartreux et mort le 15 mai 1993 à Le Kremlin-Bicêtre, est un coureur cycliste français, membre de l'équipe de France sur le Tour de France 1936, 1937 et 1938.

## Palmarès
- 1932
  - 3e de Paris-Dieppe
  - 3e de Paris-Gien
- 1934
  - 2e de Paris-Le Havre
- 1935
  - Grand Prix de l'Ouest[2]
- 1936
  - GP Wolber indépendants :
    - Classement général
    - 3e étape

  - Grand Prix d'Espéraza
  - 4e étape du Derby du Nord
  - 8e du Grand Prix des Nations
- 1937
  - 6e étape de Paris-Nice
  - 2e de Paris-Le Havre
  - 7e de Paris-Nice
- 1938
  - Circuit du Maine-et-Loire :
    - Classement général
    - 1re étape

  - 2e du Grand Prix de Plouay
  - 3e de la Ronde des Mousquetaires
  - 3e du Circuit du Morbihan
- 1939
  - Circuit de Quimperlé :
    - Classement général
    - 1re étape

  - 2e de Paris-L'Aigle
  - 3e du Tour du Sud-Ouest
- 1941
  - 9e du Grand Prix des Nations

## Résultats sur les grands tours

### Tour de France
3 participations
- 1936 : 18e
- 1937 : 21e
- 1938 : 13e